# 분해 (대수학)
수학, 더 구체적으로 호몰로지 대수학에서 분해 (또는 왼쪽 분해, 쌍대으로 공분해 또는 오른쪽 분해)는 가군 (또는 더 일반적으로 아벨 범주의 대상)의 완전열이다. 이 범주의 특정 가군이나 대상의 구조를 특징짓는 불변성을 정의한다. 일반적으로 화살표가 오른쪽을 향할 때 열는 (왼쪽) 분해의 경우 왼쪽으로, 오른쪽 분해의 경우 오른쪽으로 무한하다고 가정된다. 그러나 유한 분해는 열에서 유한한 수의 대상만이 영이 아닌 분해이다. 이는 일반적으로 가장 왼쪽 대상(분해의 경우) 또는 가장 오른쪽 대상(공동 분해의 경우)가 영 대상인 유한하고 완전열로 표현된다.
일반적으로 열의 대상은 어떤 성질 P (예: 자유)를 갖도록 제한된다. 따라서 P 분해를 말한다. 특히 모든 가군에는 자유 분해, 사영 분해 및 평면 분해가 있으며, 이는 각각 자유 가군, 사영 가군 또는 평면 가군으로 구성된 왼쪽 분해이다. 마찬가지로 모든 가군에는 단사 가군으로 구성된 올바른 분해인 단사 분해가 있다.

## 가군의 분해

### 정의
환 {\displaystyle R} 위에 가군 {\displaystyle M}이 주어지면 {\displaystyle M}의 왼쪽 분해 (또는 간단히 분해)는 {\displaystyle R}-가군의 완전열
{\displaystyle \cdots {\overset {d_{n+1}}{\longrightarrow }}E_{n}{\overset {d_{n}}{\longrightarrow }}\cdots {\overset {d_{3}}{\longrightarrow }}E_{2}{\overset {d_{2}}{\longrightarrow }}E_{1}{\overset {d_{1}}{\longrightarrow }}E_{0}{\overset {\varepsilon }{\longrightarrow }}M\longrightarrow 0.}
이다. 준동형사상 {\displaystyle d_{i}}들은 경계 사상이라고 한다. 사상 {\displaystyle \varepsilon }을 증강 사상 이라고 한다. 간결하게 하기 위해 위의 분해 방법은 다음과 같이 작성할 수 있다.
{\displaystyle E_{\bullet }{\overset {\varepsilon }{\longrightarrow }}M\longrightarrow 0.}
이의 쌍대 개념은 올바른 분해 (또는 공분해 또는 간단히 분해 )에 대한 개념이다. 구체적으로, 환 {\displaystyle R} 위에 가군 {\displaystyle M}이 있는 경우 올바른 분해는 {\displaystyle R}-가군의 완전열
{\displaystyle 0\longrightarrow M{\overset {\varepsilon }{\longrightarrow }}C^{0}{\overset {d^{0}}{\longrightarrow }}C^{1}{\overset {d^{1}}{\longrightarrow }}C^{2}{\overset {d^{2}}{\longrightarrow }}\cdots {\overset {d^{n-1}}{\longrightarrow }}C^{n}{\overset {d^{n}}{\longrightarrow }}\cdots ,}
이다. 여기서 각 {\displaystyle C^{i}}는 {\displaystyle R}-가군이다(분해의 쌍대 특성을 나타내기 위해 분해와 대상 사이의 사상에 위 첨자를 사용하는 것이 일반적이다). 간결하게 하기 위해 위의 분해 방법은 다음과 같이 작성할 수 있다.
{\displaystyle 0\longrightarrow M{\overset {\varepsilon }{\longrightarrow }}C^{\bullet }.}
(공)분해는 관련된 가군 중 오직 유한한 수의 가군들이 0이 아닌 경우 유한 하다고 한다. 유한 분해의 길이는 유한 분해에서 0이 아닌 가군을 표시하는 최대 첨자 n이다.

### 자유 분해, 투사 분해, 단사 분해, 평면 분해
많은 상황에서 주어진 가군 {\displaystyle M}을 분해하는 조건이 가군 {\displaystyle E_{i}}들에 부과된다. 예를 들어, 가군 {\displaystyle M}의 자유 분해는 모든 가군 {\displaystyle E_{i}}가 자유 {\displaystyle R}-가군인 왼쪽 분해이다. 마찬가지로, 사영 및 평면 분해는 모든 {\displaystyle E_{i}}가 각각 사영 및 평면 {\displaystyle R}-가군인 왼쪽 분해이다. 단사 분해는 {\displaystyle C^{i}}가 모두 단사 가군 인 올바른 분해이다.
모든 {\displaystyle R}-가군에는 자유 왼쪽 분해가 있다. 게다가 모든 가군은 사영 및 평면 분해도 허용한다. 증명 아이디어는 {\displaystyle E_{0}}을 {\displaystyle M}의 원소에 의해 생성된 자유 {\displaystyle R}-가군으로 정의하고, {\displaystyle E_{1}}을 자연 사상 {\displaystyle E_{0}\rightarrow M} 등의 핵 원소에 의해 생성된 자유 {\displaystyle R}-가군으로 정의하는 것이다. 쌍대로, 모든 {\displaystyle R} 가군에는 단사 분해가 있다. 사영 분해(더 일반적으로는 평면 분해)를 사용하여 Tor 함자를 계산할 수 있다.
가군 {\displaystyle M}의 사영 분해는 사슬 호모토피를 기준으로 유일하다. 즉, {\displaystyle M}의 주어진 두 사영 분해들 {\displaystyle P_{0}\rightarrow M}과 {\displaystyle P_{1}\rightarrow M} 사이에 사슬 호모토피가 존재한다.
분해은 호몰로지 차원을 정의하는 데 사용된다. 가군 {\displaystyle M}의 유한 사영 분해의 최소 길이를 사영 차원이라고 하며 {\displaystyle {\text{pd}}(M)}으로 표시한다. 예를 들어, 가군은 사영 가군인 경우에만 사영 차원이 0이다. {\displaystyle M}이 유한한 사영 분해를 허용하지 않으면 사영 차원은 무한이다. 예를 들어, 가환 국소환 {\displaystyle R}의 경우 사영 차원은 {\displaystyle R}이 정칙적이고 이 경우 {\displaystyle R}의 크룰 차원과 일치하는 경우에만 유한하다. 유사하게, 단사 차원 {\displaystyle {\text{id}}(M)} 및 평면 차원 {\displaystyle {\text{fd}}(M)}도 가군에 대해 정의된다.
단사 및 사영 차원은 {\displaystyle R}의 오른쪽 대역 차원이라고 불리는 {\displaystyle R}에 대한 호몰로지 차원을 정의하기 위해 오른쪽 {\displaystyle R}-가군의 범주에서 사용된다. 마찬가지로 평면 차원은 약한 대역 차원을 정의하는 데 사용된다. 이러한 차원의 행동은 환의 특성을 반영한다. 예를 들어, 환은 반단순 환인 경우에만 올바른 대역 차원 0을 가지며 환은 절대평탄환 경우에만 약한 대역 차원 0을 갖는다.
{\displaystyle M}을 등급 대수에 대한 등급 가군 로 가정한다. 이는 양의 원소에 의해 체에 걸쳐 생성된다. 그러면 {\displaystyle M}은 {\displaystyle d_{i}}와  {\displaystyle \varepsilon }가 등급 선형 사상이 되는 방식으로 자유 가군 {\displaystyle E_{i}}가 등급화될 수 있는 자유 분해를 갖는다. 이러한 등급 자유 분해 중 최소 자유 분해는 각 {\displaystyle E_{i}}의 기저 원소 수가 최소인 분해이다. 각 {\displaystyle E_{i}}의 기저 원소 수와 그 차수는 등급 가군의 모든 최소 자유 분해에 대해 동일하다.
{\displaystyle I}가 체 위의 다항식 환에서 동차 이데알이면, {\displaystyle I}로 정의된 사영 대수 집합의 Castelnuovo-Mumford 규칙성은 {\displaystyle I}의 최소 자유 분해에서 {\displaystyle E_{i}}의 기저 원소의 차수가 모두 {\displaystyle r-i} 보다 작은 최소 정수 {\displaystyle r}이다.

### 예
자유 분해의 전형적인 예는 국소환의 정칙렬 또는 체 위에서 유한 생성된 등급 대수에서 동차 정칙렬의 코쥘 복합체로 제공된다.
{\displaystyle X}를 비구면 공간이라고 하자. 즉, 그 보편 덮개 {\displaystyle E}는 축약 가능하다. 그러면 {\displaystyle E}의 모든 특이 (또는 단체) 사슬 복합체는 환 {\displaystyle \mathbb {Z} }에 대한 가군 {\displaystyle \mathbb {Z} }의 자유 분해일 뿐만 아니라 군환 {\displaystyle \mathbb {Z} [\pi _{1}(X)]}에 대한 가군 {\displaystyle \mathbb {Z} }의 자유 분해이다.

## 아벨 범주의 분해
아벨 범주 {\displaystyle A}에서 대상 {\displaystyle M}의 분해 정의는 위와 동일하지만 {\displaystyle E_{i}}와 {\displaystyle C^{i}}는 {\displaystyle A}의 대상이고 관련된 모든 사상은 {\displaystyle A}의 사상이다.
사영 및 단사 가군의 유사한 개념은 사영 및 단사 대상이며, 따라서 사영 및 단사 분해이다. 그러나 그러한 분해는 일반 아벨 범주 {\displaystyle A}에 존재할 필요가 없다. {\displaystyle A}의 모든 대상가 투사(각각 단사) 분해를 갖는 경우 {\displaystyle A}는 충분한 사영 (각각 충분한 단사)를 가지고 있다고 한다. 설령 존재하더라도 그러한 결의안은 실행하기 어려운 경우가 많다. 예를 들어 위에서 지적한 것처럼 모든 {\displaystyle R}-가군에는 단사 분해가 있지만 이 분해는 함자적이지 않다. 즉, 단사 분해와 함께 준동형사상 {\displaystyle M\rightarrow M'}이 제공된다.
{\displaystyle 0\rightarrow M\rightarrow I_{*},\ \ 0\rightarrow M'\rightarrow I'_{*},}
일반적으로 {\displaystyle I_{*}}와 {\displaystyle I'_{*}} 사이의 사상을 얻는 함자적인 방법은 없다.

### 일반적으로 사영적 분해가 없는 아벨 범주
사영적 분해가 없는 아벨 범주의 예 중 하나는 스킴 {\displaystyle X} 위의 연접층의 범주 {\displaystyle {\text{Coh}}(X)}과 같다. 예를 들어, {\displaystyle X=\mathbb {P} _{S}^{n}}이 사영 공간이면, {\displaystyle X} 위의 연접층 {\displaystyle {\mathcal {M}}}은 완전열로 프레젠테이션이 제공된다.
{\displaystyle \bigoplus _{i,j=0}{\mathcal {O}}_{X}(s_{i,j})\to \bigoplus _{i=0}{\mathcal {O}}_{X}(s_{i})\to {\mathcal {M}}\to 0.}
{\displaystyle s>0}일 때 {\displaystyle H^{n}(\mathbb {P} _{S}^{n},{\mathcal {O}}_{X}(s))\neq 0}이므로 처음 두 항은 일반적으로 사영이 아니다. 그러나 두 항 모두 국소적으로 자유롭고 국소적으로 평평하다. 두 종류의 층은 특정 계산을 위해 사용될 수 있으며 일부 유도 함자를 계산하기 위한 사영 분해를 대체한다.

## 비순환적 분해
많은 경우에 우리는 분해에 나타나는 대상에 실제로 관심이 있는 것이 아니라 주어진 함자에 대한 분해의 행동에 관심이 있다. 따라서 많은 상황에서 비순환 분해의 개념이 사용된다. 두 개의 아벨 범주 사이에 왼쪽 완전 함자 {\displaystyle F:A\rightarrow B}가 주어지면 {\displaystyle A}의 대상 {\displaystyle M}의 분해
{\displaystyle 0\rightarrow M\rightarrow E_{0}\rightarrow E_{1}\rightarrow E_{2}\rightarrow \cdots }
는 유도 함자 {\displaystyle R_{i}F(E_{n})}가 모든 i 에 대해 사라지면 {\displaystyle F}-비순환이라고 한다. > 0과 n ≥ 0. 쌍대적으로 왼쪽 분해는 유도 함자가 분해의 대상에서 사라지는 경우 오른쪽 완전 함자에 대해 비순환적이다.
예를 들어 {\displaystyle R}-가군 {\displaystyle M}이 주어지면 텐서 곱 {\displaystyle \otimes _{R}M}은 다음과 같다. 완전 함자 {\displaystyle {\mathbf {\text{Mod}}}(R)\rightarrow {\mathbf {\text{Mod}}}(R)}이다. 모든 평면 분해는 이 함자와 관련하여 비순환적이다. 평탄한 분해는 {\displaystyle M} 마다 텐서 곱에 대해 비순환적이다. 마찬가지로, 모든 함자 {\displaystyle {\mathbf {\text{Hom}}}(\cdot ,M)}은 사영 분해이고 함자 {\displaystyle {\mathbf {\text{Hom}}}(M,\cdot )}은 단사 분해이다.
모든 단사(사영) 분해는 왼쪽 완전(각각 오른쪽 완전) 함자에 대해 {\displaystyle F} -비순환이다.
비순환 분해의 중요성은 왼쪽 완전 함자의 유도 함자 {\displaystyle R_{i}F}(마찬가지로 오른쪽 완전 함자의 유도함자 {\displaystyle L_{i}F})가 {\displaystyle F}-비순환 분해의 호몰로지성에서 얻을 수 있다는 사실에 있다. 대상 {\displaystyle M}의 분해 {\displaystyle E_{*}} 에 대해
{\displaystyle R_{i}F(M)=H_{i}F(E_{*})}.
여기서 오른쪽은 복합체 {\displaystyle F(E_{*})}의 i 번째 호몰로지 대상이다.
이 상황은 많은 상황에 적용된다. 예를 들어, 미분 다양체 {\displaystyle M} 위의 상수층 {\displaystyle R}는 매끄러운 미분 형식 층 {\displaystyle {\mathcal {C}}^{*}(M)}에 의해 분해될 수 있다:
{\displaystyle 0\rightarrow R\subset {\mathcal {C}}^{0}(M){\stackrel {d}{\rightarrow }}{\mathcal {C}}^{1}(M){\stackrel {d}{\rightarrow }}\cdots {\stackrel {d}{\rightarrow }}{\mathcal {C}}^{\dim M}(M)\rightarrow 0.}
층 {\displaystyle {\mathcal {C}}^{*}(M)}들은 대역 단면 함자 {\displaystyle \Gamma :{\mathcal {F}}\mapsto {\mathcal {F}}(M)}와 관련하여 비순환적인 것으로 알려진 세밀 층이다. 따라서 대역 단면 함자 Γ의 인 층 코호몰로지는 {\displaystyle \mathrm {H} ^{i}(M,\mathbf {R} )=\mathrm {H} ^{i}({\mathcal {C}}^{*}(M)).}과 같이 계산된다.
마찬가지로 고데먼트 분해는 대역 단면 함자와 관련하여 비순환적이다.

## 같이 보기
- 표준 분해
- 힐베르트-버크 정리
- 힐베르트 시지지 정리
- 행렬 인수분해(대수학)

## 참고문헌
- Iain T. Adamson (1972), 《Elementary rings and modules》, University Mathematical Texts, Oliver and Boyd, ISBN 0-05-002192-3
- Eisenbud, David (1995), 《Commutative algebra. With a view toward algebraic geometry》, Graduate Texts in Mathematics 150, Berlin, New York: Springer-Verlag, ISBN 3-540-94268-8, MR 1322960, Zbl 0819.13001
- Jacobson, Nathan (2009) [1985], 《Basic algebra II》 Seco판, Dover Publications, ISBN 978-0-486-47187-7
- Lang, Serge (1993), Algebra (Third ed.), Reading, Mass.: Addison-Wesley, ISBN 978-0-201-55540-0, Zbl 0848.13001
- Weibel, Charles A. (1994). An introduction to homological algebra. Cambridge Studies in Advanced Mathematics. Vol. 38. Cambridge University Press. ISBN 978-0-521-55987-4. MR 1269324. OCLC 36131259.